# Agrodiaetus dolus
Agrodiaetus dolus (Hübner, 1823) è un lepidottero appartenente alla famiglia Lycaenidae, diffuso in Europa.

## Descrizione
Nel maschio le ali anteriori hanno un colore grigio chiaro con velature brune ed un'area azzurra, mentre sul lato inferiore si trovano macchie nere su fondo grigio chiaro tendente al bruno.

## Biologia
I bruchi si cibano molto probabilmente di lupinella (Onobrychis) ed erba medica (Medicago sativa).
Vola di giorno ed ha un'apertura alare di 2,5 – 4 cm.

## Distribuzione e habitat
La specie è diffusa sulle colline e nelle praterie della Spagna settentrionale, Francia meridionale e Italia centrale.